# Shang Kuan Ling-feng
 (août 2018).
Shang Kuan Ling-feng (上官靈鳳, Shàng-guān Líng-fèng) ou Polly Shang-Kuan Ling-feng est une actrice taïwanaise, née le 9 octobre 1949 à Taïwan.
Elle a tourné une cinquantaine de films dans les années 1970, essentiellement pour le cinéma taïwanais mais aussi dans le cadre de coproductions internationales.

## Filmographie sélective
Sauf indication contraire, les informations mentionnées dans cette section peuvent être confirmées par la base de données cinématographiques IMDb,  présente dans la section « Liens externes ».
- 1967 : Dragon Gate Inn de King Hu : la cadette des frères Chu
- 1968 : La Vengeance du dragon noir ou La Revanche du dragon noir (Yi dai jian wang) de Joseph Kuo (en) : Fei Yen-chi, dite "Hirondelle"
- 1970 : La Vengeance du Chinois (en) (Wu lin long hu dou) de Lung Chien : Shi Fang-yi
- 1970 : The Grand Passion (Lie huo) de Shih-Ching Yang : Lu Xiao-Ling
- 1971 : Karaté à Bali (en) (Lem mien kuel) de Shih-Ching Yang : Dewi Bunga
- 1971 : La Vengeance de kung fu (Wan li xiong feng) de Ting Wu Hsiung
- 1972 : A Girl Fighter (Nu quan shi) de Shih-Ching Yang : Su Ma
- 1973 : Acrobatique Kung fu contre gang noir (Ma lu xiao ying xiong) de Lo Wei : La-jiao Zai, alias "Chili Boy"
- 1973 : A Girl Called Tigress (Shuang mian nu sha xing) de Hung-chang Wang
- 1973 : Seven to One (Nu ying xiong fei che duo bao) de Cheng Hou : Cha-fung Ting
- 1974 : On n'attrape pas un petit dragon en lui mettant du sel sur la queue ou Les Vengeurs (Da xiao you long) de Cheng Hou : Lin Jo Nan
- 1974 :  Est-ce un karatéka qu’a cassé le vase de Soissons ? (Diao man dou feng sao) de Cheng Hou :
- 1975 : Shaolin et les 18 hommes de bronze (en) ou Shaolin et les hommes de bronze (Shao Lin Si shi ba tong ren) de Joseph Kuo (en) : Miss Lu
- 1975 : Bons Baisers de Hong Kong d'Yvan Chiffre : Li, dite "la Tigresse"
- 1975 : L'Héroïne du kung fu (Miao shou qian jin) de Yeung Ching-chan : Xiao-lin, une orpheline
- 1975 : The Shaolin Kids (Shao Lin xiao zi) de Joseph Kuo (en) : Miss Liu
- 1975 : Heroes in the Late Ming Dynasty (Da Ming ying lie) de Min-Hsiung Wu : Shung Chen Ying
- 1975 : Judicial Sword (Shang fang bao jian) de Pao-Chang Han : Ma Shao-Yu
- 1976 : Le Retour des 18 hommes de bronze (Yong zheng da po shi ba tong ren) de Joseph Kuo (en) : Miss Lu
- 1976 : Le Dernier Combat de Yang Chiao (Da zhong lie) de Min-Hsiung Wu
- 1976 : Return of the Kung Fu Dragon (Ju ma pao) de Chi-Lien Yu : Ma Chen Chen
- 1976 : Traitorous (Da tai jian) de Ting-Mei Sung
- 1977 : Les Guerriers de la dynastie Tang (Shi san tai bao Li Cun Xiao) de Hung Tao : Shi Fu Chun
- 1977 : Kung Fu contre tuniques blanches ou Raging Kung-fu (Long Wei shan zhuang) de Tien-Yung Hsu : Sha Chun-lung / Yang Feng-hsiu
- 1977 : Green Dragon Inn (Qing tian jian piao xiang) de Min-Hsiung Wu : Wu Chang-Yin
- 1977 : Shaolin Tamo Systique (Shi da zhang men chuang Shao Lin) de  Cheng Hou :
- 1978 : Tigresses ou  Shaolin contre Léopard (Solimsa heukpyo) de Hyeok-su Lee : Kim Mi-ryung
- 1978 : The Red Phoenix (Huo feng huang) de Tien-Yung Hsu : Yu Fang, dite "Red Phoenix"
- 1978 : The Mysterious Heroes (Yin xia en chou lu) de Shao-Peng Chen : Feng Feng
- 1979 : Le Secret mortel des 18 jades (Shi ba yu luo han) de Jen-Chieh Chang : Tse Pei-Pei

## Distinction
Sauf indication contraire, les informations mentionnées dans cette section peuvent être confirmées par la base de données cinématographiques IMDb,  présente dans la section « Liens externes ».
- Golden Horse Awards 1973 : meilleure actrice pour Acrobatique Kung fu contre gang noir

### Documentaire
- Top Fighter 2 (1996) de Toby Russell, produit par Eastern Heroes Video